# كلوديا ماركس
كلوديا ماركس (بالألمانية: Claudia Marx)‏ هي منافسة ألعاب القوى ألمانية، ولدت في 16 سبتمبر 1978 في برلين الشرقية.

## وصلات خارجية
- كلوديا ماركس على موقع الاتحاد الدولي لألعاب القوى (الإنجليزية)
- كلوديا ماركس على موقع أوليمبيديا (الإنجليزية)